# 8571 Taniguchi
8571 Taniguchi è un asteroide della fascia principale. Scoperto nel 1996, presenta un'orbita caratterizzata da un semiasse maggiore pari a 2,8524782 UA e da un'eccentricità di 0,0723129, inclinata di 0,98541° rispetto all'eclittica.